# Karl Bonny
Karl Bonny (7 maart 1958) is een Belgische politicus voor CD&V en burgemeester van Ichtegem.

## Biografie
Bonny volgde Latijn-Grieks aan het Onze-Lieve-Vrouwecollege van Oostende en ging daarna rechten studeren aan de KULAK en de KU Leuven. Hij vestigde zich als advocaat in de gemeente Ichtegem, waar hij in de gemeentepolitiek actief werd. In 1988 was hij voor de CVP lijsttrekker en hij kwam in de gemeenteraad bij de oppositie. In 1990 kwam er in de gemeente een coalitiewissel toen de CVP en de partij Nieuw Beleid een overeenkomst sloten. De overeenkomst liep verder bij de gemeenteraadsverkiezingen van 1994 en Bonny werd schepen onder socialistisch burgemeester Gilbert Debreuck. Van 1994 tot 1996 zetelde hij eveneens in de provincieraad. Volgens de overeenkomst tussen CVP en SP bij de voorgaande verkiezingen volgde Bonny in 1998 Debreuck op als burgemeester.
In 2001 bleef hij burgemeester, ditmaal in een coalitie met VLD. In 2007 verlengde hij zijn burgemeesterschap door een coalitie aan te gaan met een liberale scheurlijst BLAUW. Toen BLAUW en Open-VLD in 2012 samen onder de naam Liberaal 2012 naar de kiezer trokken, sloot hij een coalitie met de lokale partij WIT. In 2018 vierde hij 20 jaar burgemeesterschap. Na de gemeenteraadsverkiezingen van 2018 werd CD&V buiten spel gezet. Hiermee eindigde ook zijn burgemeesterschap.